# Coupés bien net et bien carré
Coupés bien net et bien carré – drugi studyjny album francuskiej aktorki Sandrine Kiberlain wydany w 2007 roku przez wytwórnię EMI.

## Lista utworów
1. Il ose
2. Je t'offre
3. La chanteuse
4. Y'en a pas un pour rattrapper l'autre
5. A tous les étages
6. Coupés bien net et bien carré
7. Pluvieux
8. Je m'appelle Edouard
9. Bonne figure
10. Perfect day
11. Parlons plutot de vous